# Диркс, Питер Францискус
Питер Францискус Диркс (нидерл. Pieter Franciscus Dierckx; 29 мая 1862 года, Антверпен, Бельгия — 4 сентября 1950 года, Берхем/Антверпен) — бельгийский художник-импрессионист, который  Питер Ф. Диркс входил в антверпенскую группу художников «De Scalden» («Скальды»)

## Биография
Питер Диркс учился в Академии изящных искусств и в Hoger Instituut в Антверпене. Его учителями, среди прочих, были Юлиаан Де Вриндт, его брат Алберт Де Вриндт и Шарль Верла.
В сентябре 1896 года Диркс становится директором Академии рисунка в Темсе, где в то же время ведёт класс рисунка. Он придал новую форму и содержание преподаванию, поднял его на более высокий уровень. Питер Диркс считается одним из наиболее значительных деятелей на посту директора Академии в Темсе за всю её 230-летнюю историю.
Как гравёр и график он выполнял работы прикладного характера (афиши, виньетки…). Он иллюстрировал «Книгу студенческих песен» (1899) Карела Хейндрикса (Heyndrickx). В 1910 году он выполнил иллюстрации к некоторым детским рассказам Лодевейка Схелтьенса (нидерл. Lodewijk Scheltjens, 1861—1946). В 1912 году участвовал в разработке проекта исторического шествия в Рюпелмонде по случаю четырёхсотлетия со дня рождения Меркатора.
В годы Первой мировой войны Диркс писал картины на темы из жизни Темсе: «Чистка картофеля в доме для престарелых», «Скромный ужин», «Раздача супа», «Очистка камыша», «Кружевница», «Башмачник», «Плетельщик корзин», «Набережная» (1917), «После пожара», «Сторожиха», «Семья ткача», «Прялка», «На богомолье в пустоши» и др.
Большая часть его живописных работ — лесные пейзажи и изображения примечательных мест. Примыкая к школе неоимпрессионистов, он придавал важное значение свету.
Диркса привлекал также исторический жанр, и здесь прежде всего следует вспомнить о Хендрике Лейсе. По рекомендации Франца Куртенса (Franz Courtens), который высоко ценил искусство Питера Диркса, он получил специальный важный заказ города Локерена на два больших исторических полотна для зала заседаний ратуши. На одном из них мы видим императора Карла V, жалующего в 1555 году депутации Локерена право на проведение еженедельного рынка. На втором полотне изображены Альбрехт и Изабелла, учреждающие в 1613 году гильдию св. Себастиана и дарующие городу право на проведение ярмарки. Эти громадные живописные полотна упрочивают репутацию школы Лейса и, кроме того, являют нам Питера Диркса как мастера исторического жанра.
В марте 1919 года Диркс возвращается в Антверпен и работает в собственном ателье. Почти пятиметровое полотно «Св. Виллиброрд проповедует Евангелие жителям прибрежной полосы Шельды ок. 700 г.» (1939) вновь подтверждает его репутацию исторического живописца. Картина находится в церкви Сердца Иисусова, на Ланге Беелдекенсстраат 18 в Антверпене.
Картины «Танец Сильфида на рассвете» и «Орфей, сладкоголосый певец Фракии» (1942) написаны на мифологические сюжеты. «Танец Сильфида» изображен также на заднем плане второго из этих полотен.
Питер Диркс известен также как мастер портрета.
С 1952 года в Академии рисунка Темсе вручается «Премия Питера Диркса за искусство рисунка» (нидерл. Pieter Dierckx Prijs voor schilderkunst).
В честь Питера Диркса одной из улиц Темсе в 1986 году было присвоено его имя.
Питер Диркс работал в русле традиции крупных художников своего поколения, где занял почетное место.

## Выставки
- 1896 год — XII выставка группы художников Eigen Vorming («Собственное формотворчество») в Боргерхоуте (Антверпен).
- 6 июня 1897 года — Первая выставка группы De Scalden в зале Верлата в Антверпене.
- 25 марта 1900 года — Третья выставка монументального, декоративного и прикладного искусства группы De Scalden в залах Старого музея в Антверпене.
- 1924 год — выставка в Локет-Зале в Антверпене.
- 30 ноября 1925 года — выставка в зале Йорданса, Корте Кларенстраат, Антверпен.
- Февраль 1977 года — выставка в мэрии Темсе по случаю 200-летия основания Академии рисунка.
- 24 июня—13 августа 2006 года — ретроспективная выставка в Муниципальном музее Темсе.

## Салоны
- Антверпен: 1901, 1904, 1908, 1911.
- Брюссель: 1903.
- Льеж: 1909.
- Гент: 1913.
- Будапешт, Мюнхен, Флоренция (1907—1908), Париж.
- «Триеннале 1911» в Зале Торжеств и Выставок на ул. Мейр в Антверпене.
- «Второй Салон, декабрьский», устроенный Национальным союзом художников и скульпторов Бельгии.

## Публикации
- 23 августа 1913 года — «Ons Volk ontwaakt».
- 7 декабря 1913 года — «Le Carnet Mondain».
- 15 апреля 1924 года — «Anvers Artistique».
- 15 мая 1939 года — «La Revue Moderne illustrée et de la Vie» (Париж).
- 1953 год — «Künstlerlexikon des XIX Jahrhunderts». Allgemeines Lexikon der bildeten Künstler des XX Jahrhunderts, опубликованный Гансом Фоллмером, VEB Seeman Verlag Leipzig.
- 4 февраля 1971 года — «De Autotoerist» (бюллетень Фламандской ассоциации автомобилистов).
- 1980 год — «Parels langs de Scheldekant, deel II», составленная Лео Бушартом, Васмюнстер, Бельгия.
- 1981 год — «Lexikon of the Belgian Romantic Painters» У. Флиппо (International Art Book Publishers, Антверпен).
- 1999 год — The Artist Dictionary Arto, составленный Вимом Пасом, изданный De Gulden Roos.
- 31 мая 2000 года — «Openbaar Kunstbezit» городка Локерен (Бельгия).
- 24 июня—13 августа 2006 года — газеты «Het Nieuwsblad», «De Standaard» , «De Gentenaar», «Het Volk» по случаю ретроспективы в музее Темсе.
- «Dictionnaire des peintres belges nés entre 1750 et 1875». Editions Laconti Brussels, P&V Berko, Knokke.
- Paul Piron. «De belgische beeldende kunstenaars uit de 19de en 20ste eeuw». Art in Belgium.
- Paul Piron. «Belgian Artists Signatures: Signatures of Belgian Artists of the XIX and XX Century». Arts, Antiques, Auctions.